# Нетрудоспособность

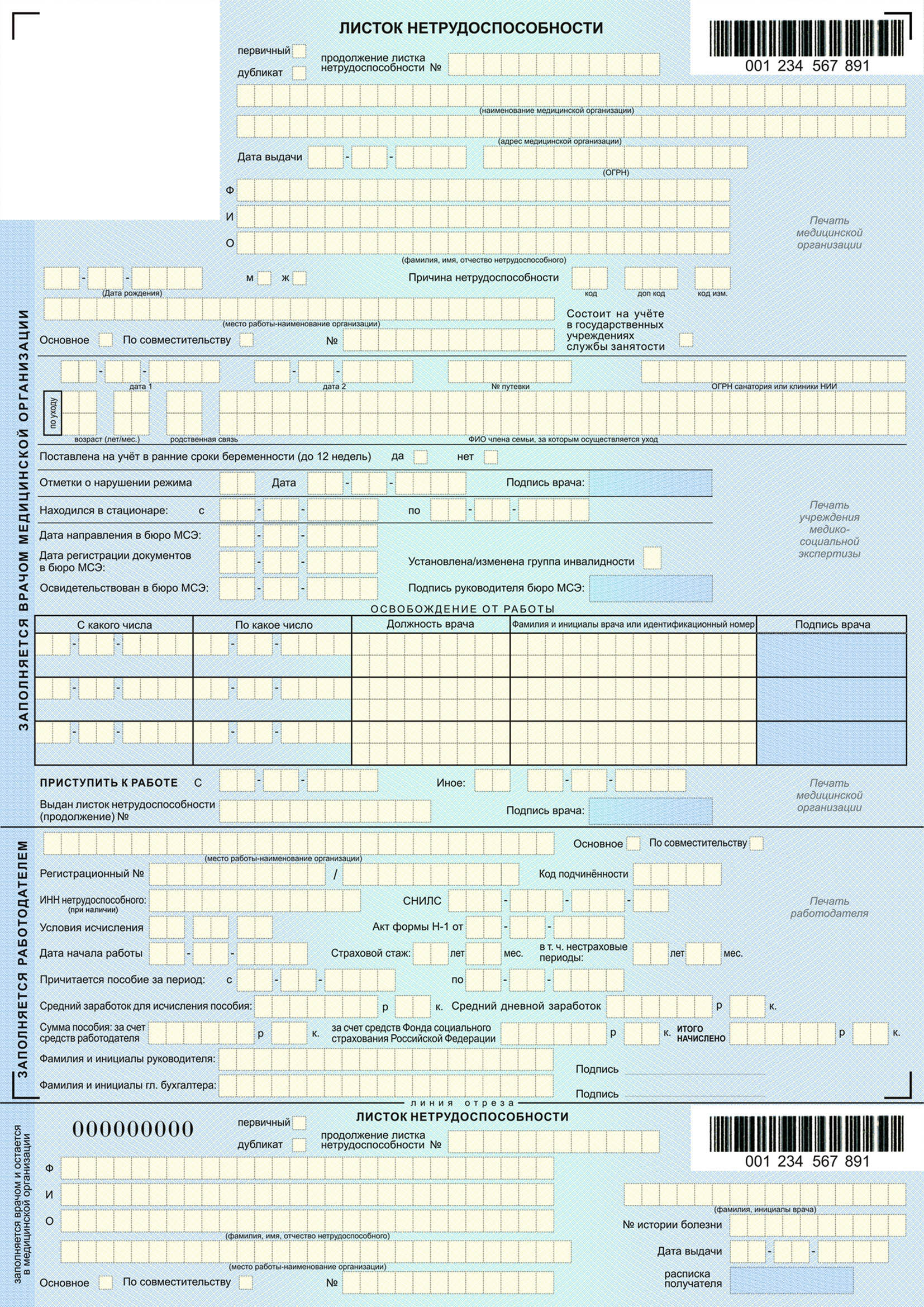
Листок нетрудоспособности, утверждённый приказом Минсоцразвития от 26.04.2011 г.

Нетрудоспосо́бность — состояние здоровья, не позволяющее выполнять работу (утрата трудоспособности). Возникает в связи с заболеванием, травмой, возрастом и в других предусмотренных законом случаях. Является одним из видов социальных рисков.
Имеются следующие виды разделения нетрудоспособности: полная или частичная (по степени трудоспособности), временная или постоянная (в зависимости от перспектив восстановления трудоспособности), общая или профессиональная (по видам трудовой деятельности).
Согласно российскому законодательству, нетрудоспособность является главным условием для назначения пенсии, пособия и предоставления различных льгот. Нетрудоспособность определяется медицинской экспертизой на основе проверки потери человеком трудоспособности. Временная нетрудоспособность (в случае болезни) удостоверяется листком нетрудоспособности (больничным листком) или справкой. При постоянной (стойкой) нетрудоспособности, когда требуется долгосрочное прекращение профессионального труда, либо возникает необходимость существенного изменения условий труда, устанавливается инвалидность.
В развитых странах чаще всего разделяются функции по установлению нетрудоспособности и по оказанию медицинской помощи в связи с нетрудоспособностью. Например, в Европейском союзе при временной нетрудоспособности длительностью в 1-5 дней её фиксирует сам работник без осмотра врачом и с обязательным уведомлением работодателя. При этом выплата пособия осуществляется по тем же правилам, как и в случае наличия у работника больничного листа. При более длительной нетрудоспособности необходимо обращение к врачу.
В случае временной нетрудоспособности осуществляется анализ её причин, в чём заинтересованы работник, работодатель, страховая компания и государство. Результатом этого анализа может быть, в частности, выявление злоупотреблений социальными льготами со стороны работника или необходимость улучшений условий труда со стороны работодателя.